# Macintosh II

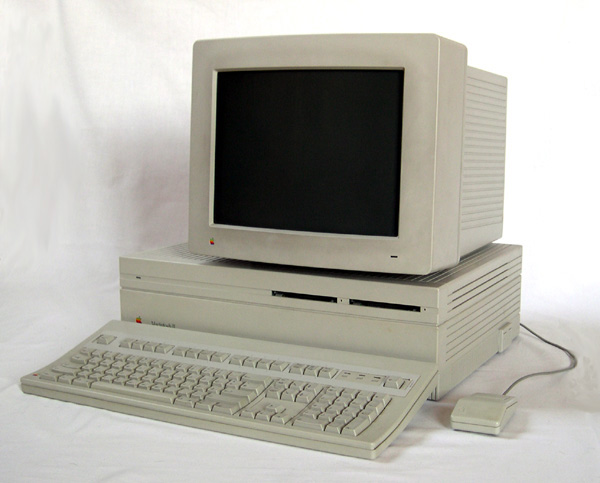
Macintosh II

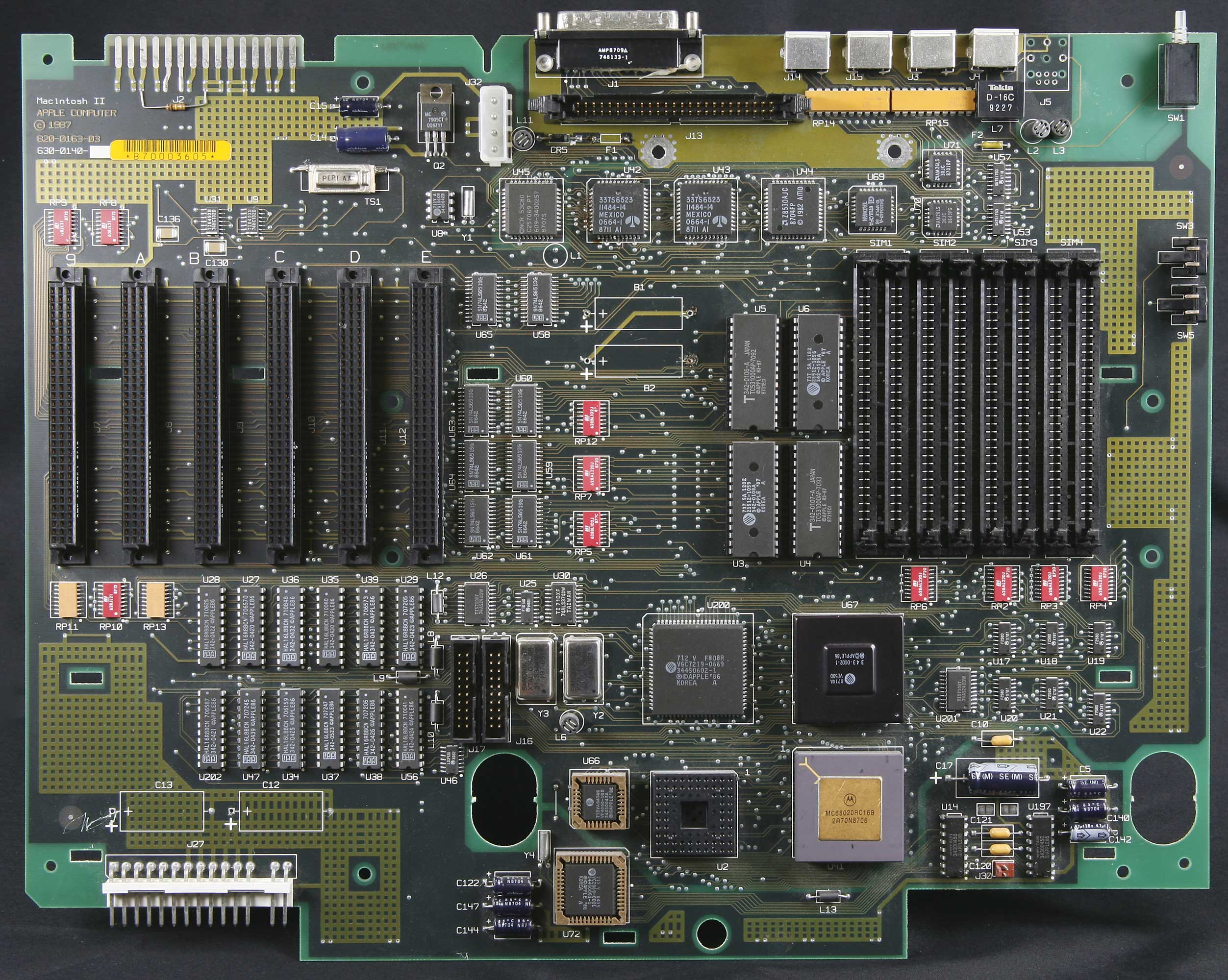
Hauptplatine des Macintosh II mit ihren sechs NuBus-Slots (links), Motorola 68020 CPU und 68881 FPU (unten)

Der Macintosh II war ein Apple-Macintosh-Rechner und der erste der modularen Macintosh-II-Serie. Er erschien am 2. März 1987 und wurde meist kurz „Mac II“ genannt. Die Produktion endete am 15. Januar 1990.
Er verfügte über einen Motorola-68020-Prozessor mit einer Taktfrequenz von 16 MHz. Der Arbeitsspeicher war standardmäßig 1 MB groß und aus SIMMs aufgebaut. Der Maximalausbau liegt bei 20 MB. Die FDHD-Erweiterung ermöglicht den Ausbau auf bis zu 68 MB. Die optionale Festplatte verfügte über Kapazitäten von 20 bis 40 MB und war mittels SCSI angeschlossen. Durch den SCSI-Bus boten sich weitere Möglichkeiten zur Erweiterung, so können mehrere externe Geräte betrieben werden, wie Scanner, weitere Festplatten, CD-ROM-Laufwerke oder Streamer zur Datensicherung. Für Erweiterungskarten standen sechs NuBus-Steckplätze zur Verfügung.
Der Macintosh II war der erste Macintosh, der modular aufgebaut war und nicht über einen fest ins Gehäuse integrierten Monitor verfügte. Er bildete die Grundlage für eine Serie von Macintosh-II-Rechnern, wie den Macintosh IIx oder den Macintosh IIfx.
| Einführung              | 2. März 1987                                                                                  |
| Produktionsende         | 15. Januar 1990                                                                               |
| Apple Supportende       | 1. September 1998                                                                             |
| Damaliger Preis         | 3898 $ – 5498 $ (je nach Ausstattung)                                                         |
| CPU                     | 68020 (bei 16 MHz Taktfrequenz)                                                               |
| FPU                     | Motorola 68881 (optional)                                                                     |
| L1-Cache                | 256 Bytes                                                                                     |
| Bus                     | 16 MHz                                                                                        |
| Slot                    | 6 NuBus                                                                                       |
| RAM                     | 1–20 MB, 8 dreißigpolige SIMM-Steckplätze                                                     |
| VRAM                    | 64–320 kB                                                                                     |
| Video                   | GPU (variabel)                                                                                |
| Ports                   | - 1× SCSI (DB-25) - 2× Mini-Din-8 für Modem und Drucker - 2× ADB - Soundausgang: Stereo 8 Bit |
| Erweiterungssteckplatz  | - 6 Erweiterungssteckplatz NuBus - 8 SIMM-Slots (Minimum: 120 ns)                             |
| Diskettenlaufwerk       | 800 kB, 3,5 Zoll                                                                              |
| Festplatte              | 80/40 MB, SCSI                                                                                |
| Netzteil                | 230 W                                                                                         |
| Gewicht                 | 24 lbs (10,9 kg)                                                                              |
| Abmessungen (L × B × H) | ca. 36,6 cm × 47,5 cm × 14 cm                                                                 |
| ROM                     | 256 KB                                                                                        |
| Videospeicher           | GPU                                                                                           |